# Fiat Trattori
Fiat Trattori est une société du groupe Fiat, créée le 11 juillet 1899 à Turin par Giovanni Agnelli. Fiat Trattori était spécialiste du matériel agricole et un grand constructeur de tracteurs. Après le rachat de l'américain Hesston, leader dans le secteur de la fenaison et du français Braud, Fiat Trattori est renommé FiatAgri SpA. Après le rachat de Ford New Holland, FiatAgri se transforme en CNH Global dont Fiat est le propriétaire.

## L'histoire
L'histoire de la division Fiat Trattori commence en 1919 lorsque Fiat lance son premier tracteur agricole, le Fiat 702 qui disposait d'un moteur de 30 cv. Depuis cette date, la marque Fiat Trattori est liée, en Italie, à Federconsorzi - la fédération des agriculteurs italiens, qui assurait la distribution du matériel agricole auprès de ses membres.
Après le Fiat 702, les variantes 702A, 702B et 702BN puis les Fiat 703B et 703BN seront lancés. Ces matériels fabriqués jusqu'en 1925, seront vendus à plus de 2 000 exemplaires, un véritable exploit dans un pays où le machinisme agricole débutait.

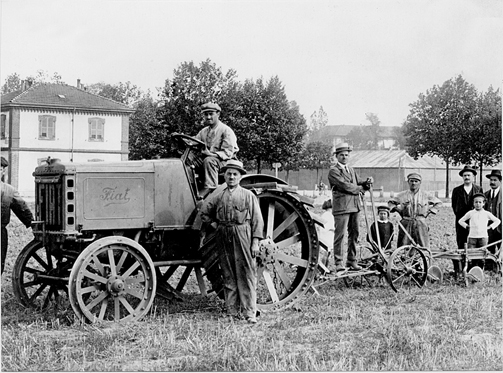
Le premier tracteur agricole Fiat 702 en 1919.

A la fin de la Première Guerre mondiale, la reprise économique fut lente mais à partir de 1925, elle devint beaucoup plus forte au point que les usines turinoises du constructeur sont saturées. En 1928, le groupe Fiat décide de déplacer la fabrication des tracteurs agricoles sur un nouveau site industriel créé à Modène en Émilie-Romagne. Fiat y a construit une nouvelle usine pour sa division Fiat Trattori sur le site industriel de l'ancienne société Officine Meccaniche Reggiane et crée la société FIAT-OCI - Officine Costruzioni Industriali S.p.A. (Constructions Industrielles SA). Le premier modèle fabriqué dans cette nouvelle usine sera le Fiat 702C de 28 Ch. Ce tracteur restera en fabrication jusqu'en 1942 et plus de 4 000 exemplaires seront produits.
| Année | Tracteurs |
| ----- | --------- |
| 1949  | 1.832     |
| 1950  | 4.037     |
| 1951  | 4.589     |
| 1952  | 6.250     |
| 1953  | 11.721    |
| 1954  | 14.148    |
| 1955  | 15.488    |
| 1956  | 13.450    |
| 1957  | 18.689    |
| 1958  | 17.130    |
| 1959  | 22.637    |
| 1960  | 28.413    |
| 1961  | 30.468    |
| 1962  | 32.233    |
| 1963  | 38.038    |
| 1964  | 36.343    |
| 1965  | 44.401    |
| 1966  | 47.154    |
| 1967  | 45.339    |
| 1968  | 52.735    |
| 1969  | 50.558    |
| 1970  | 50.423    |
| 1971  | 41.230    |
| 1972  | 41.091    |
| 1973  | 55.846    |
| 1974  | 62.427    |
| 1975  | 70.833    |
| 1976  | 78.934    |
| 1977  | 76.457    |
| 1978  | 75.497    |
| 1979  | 74.072    |

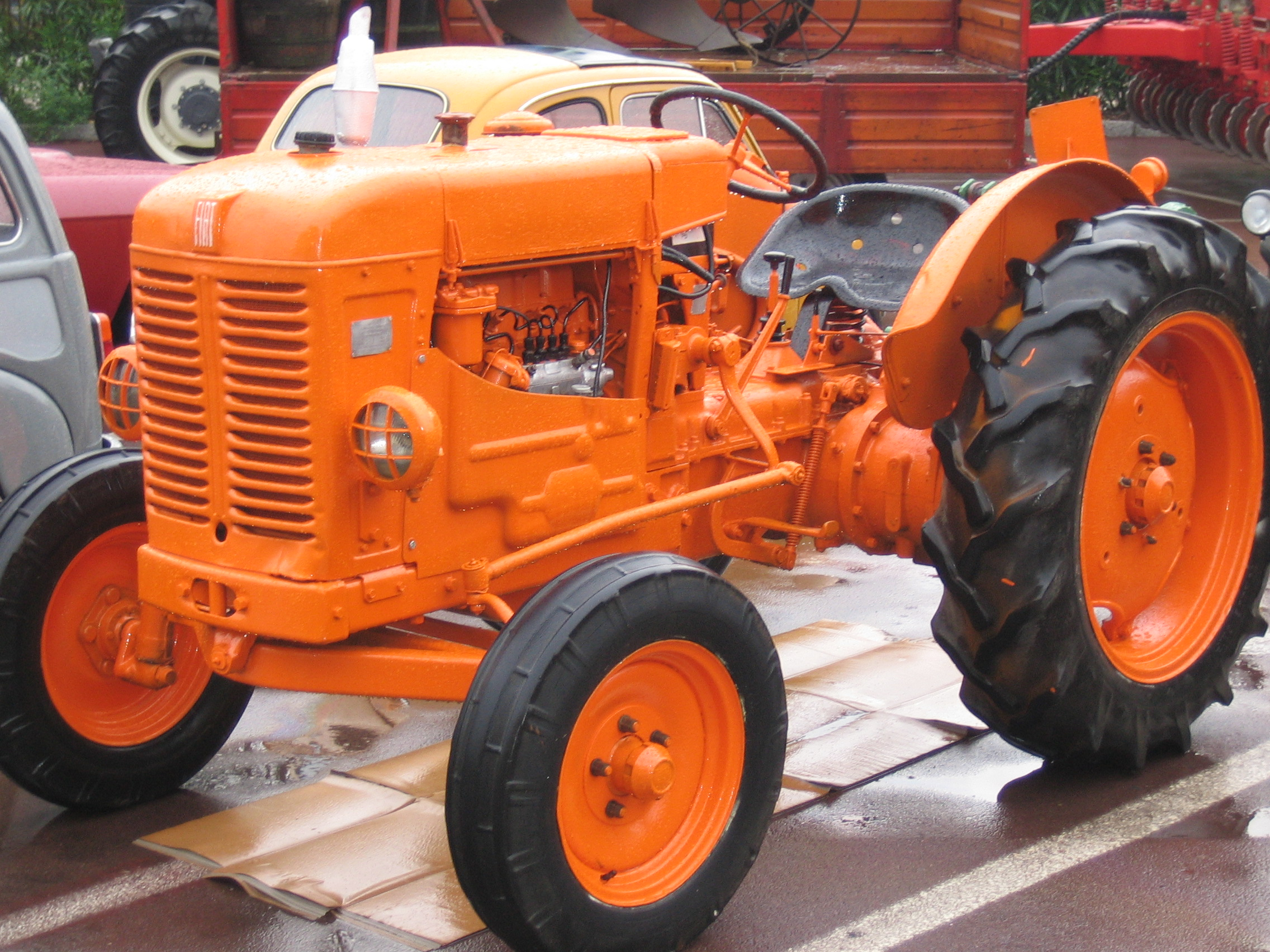
Tracteur Fiat 25R - 1951

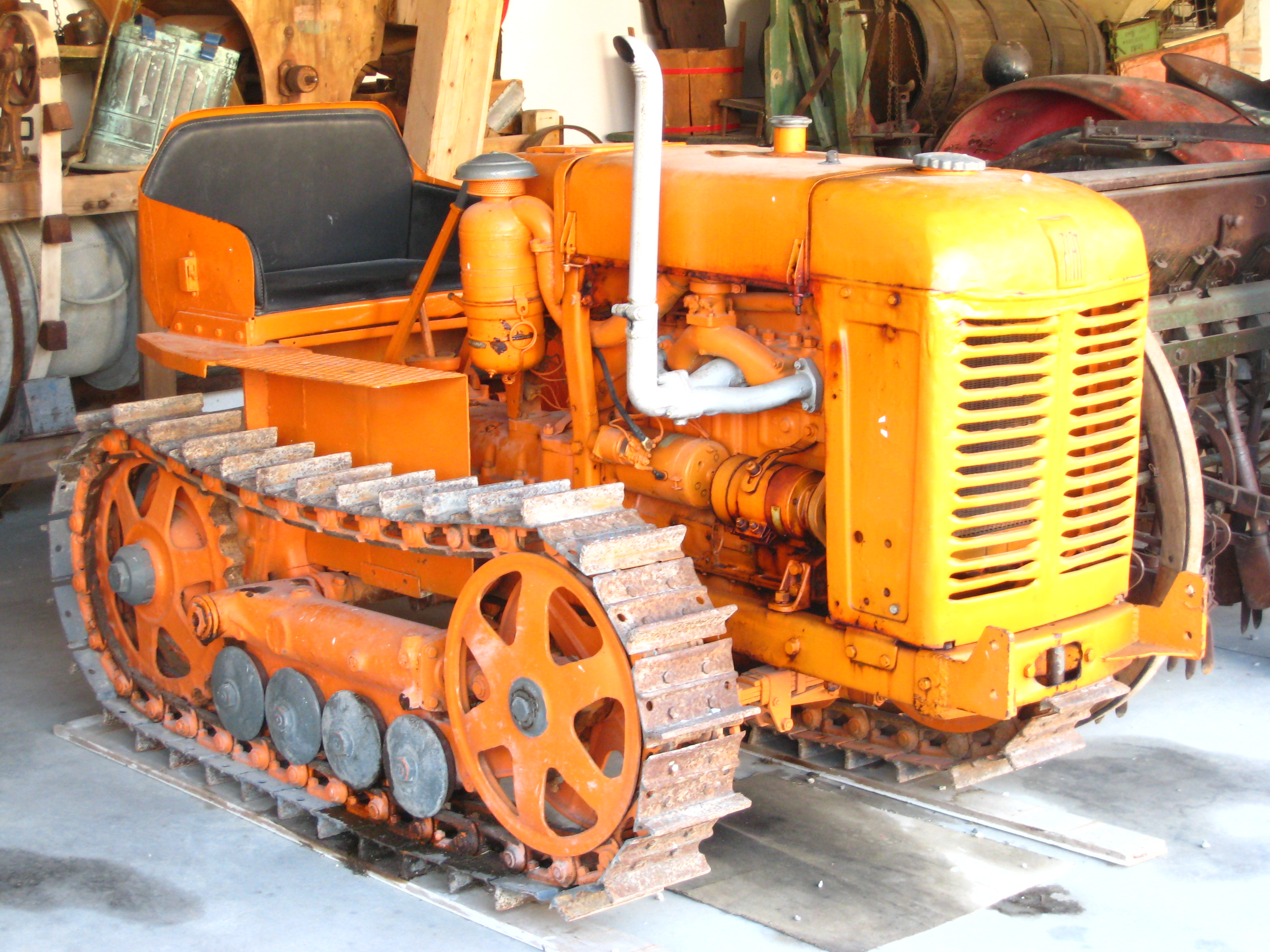
Tracteur Fiat 25C - 1951

À partir de 1929, la division Fiat Trattori produira toujours plus de 1 000 tracteurs par an.
En 1932, Fiat Trattori lance une nouveauté, le premier modèle à chenilles d'Europe, le Fiat 700C.
L'installation de Fiat Trattori à Modène a été très profitable car située au beau milieu d'une des régions agricoles les plus importantes d'Italie. Fiat Trattori y mettra au point une nouveauté, le Fiat 700C équipé de chenilles marais.
En 1933 le groupe Fiat rachète la société OM qui produit des voitures particulières, des camions, du matériel ferroviaire (trains et trams) et des tracteurs agricoles de forte puissance.
En 1939, Fiat Trattori innove dans le système de production et démarre la fabrication en série d'une nouvelle gamme de tracteurs, le Fiat 40 Boghetto. Ce tracteur avait la particularité de posséder un moteur polycarburants qui pouvait fonctionner indifféremment avec du pétrole, du gazole, de l'alcool, de l'essence, du méthane et au gazogène. Le moteur était breveté par l'ingénieur Fortunato Boghetto. Une version militaire tracteur d'artillerie sera également produite.
À partir de 1944, Fiat Trattori met à l'étude un nouveau modèle, le Fiat 50C à chenilles. Sa fabrication débutera en 1947 après avoir été caché pendant les dernières années de la Seconde Guerre mondiale à l'armée allemande, qui voulait le récupérer pour le fabriquer en Allemagne.
En 1949, Fiat Trattori lance le Fiat 600 et le Fiat 601 à chenilles, qui possédaient déjà un soulèvement hydraulique. Grâce à ces nouveaux modèles, la production dépassa les 1 832 exemplaires dans l'année.
Au début des années 1950, Fiat crée Simca en France et Someca, filiale spécialisée dans la production de tracteurs Fiat sous licence.
En 1951, Fiat Trattori lance le nouveau Fiat 25R, une de ses plus belles réussites. Ce tracteur de conception moderne et novatrice, inaugurait la couleur orange qui restera la couleur officielle de la marque pendant le longues décennies, jusqu'en 1983, et fera de Fiat Trattori un des premiers acteurs sur le marché européen. Ce modèle sera décliné en un nombre considérable de versions spécialisées pour tous usages, sa production globale dépassera les 45 000 exemplaires.
L'année suivante les premiers tracteurs agricoles de la marque Fiat-OM seront lancés. Ce sont des machines de forte puissance. Le plus connu et qui obtiendra un succès éclatant, sera l'OM 35-40.
En 1954, Fiat Trattori lance le modèle qui sera le plus vendu des années 1950, le Fiat 18 "La Piccola".
En 1956, Fiat Trattori remplace la gamme Fiat 50 par la gamme Fiat 60. Avec ces nouveaux modèles, Fiat Trattori devient le premier constructeur au monde de tracteurs à chenilles, et conserve ce titre encore de nos jours, distançant largement son chalenger.
En 1957, la production des tracteurs agricoles de la division Fiat Trattori dépasse les 100 000 unités. En 1958, lancement du Fiat 411, qui fera de Fiat Trattori le premier constructeur en Europe. Les tracteurs agricoles Fiat Trattori sont fabriqués et commercialisés sous les marques Fiat, Fiat-OM, Fiat Someca en France, UTB en Roumanie, Türk Traktör en Turquie, Tovarna en ex Yougoslavie, Fiat Concord en Argentine et Kubota au Japon.

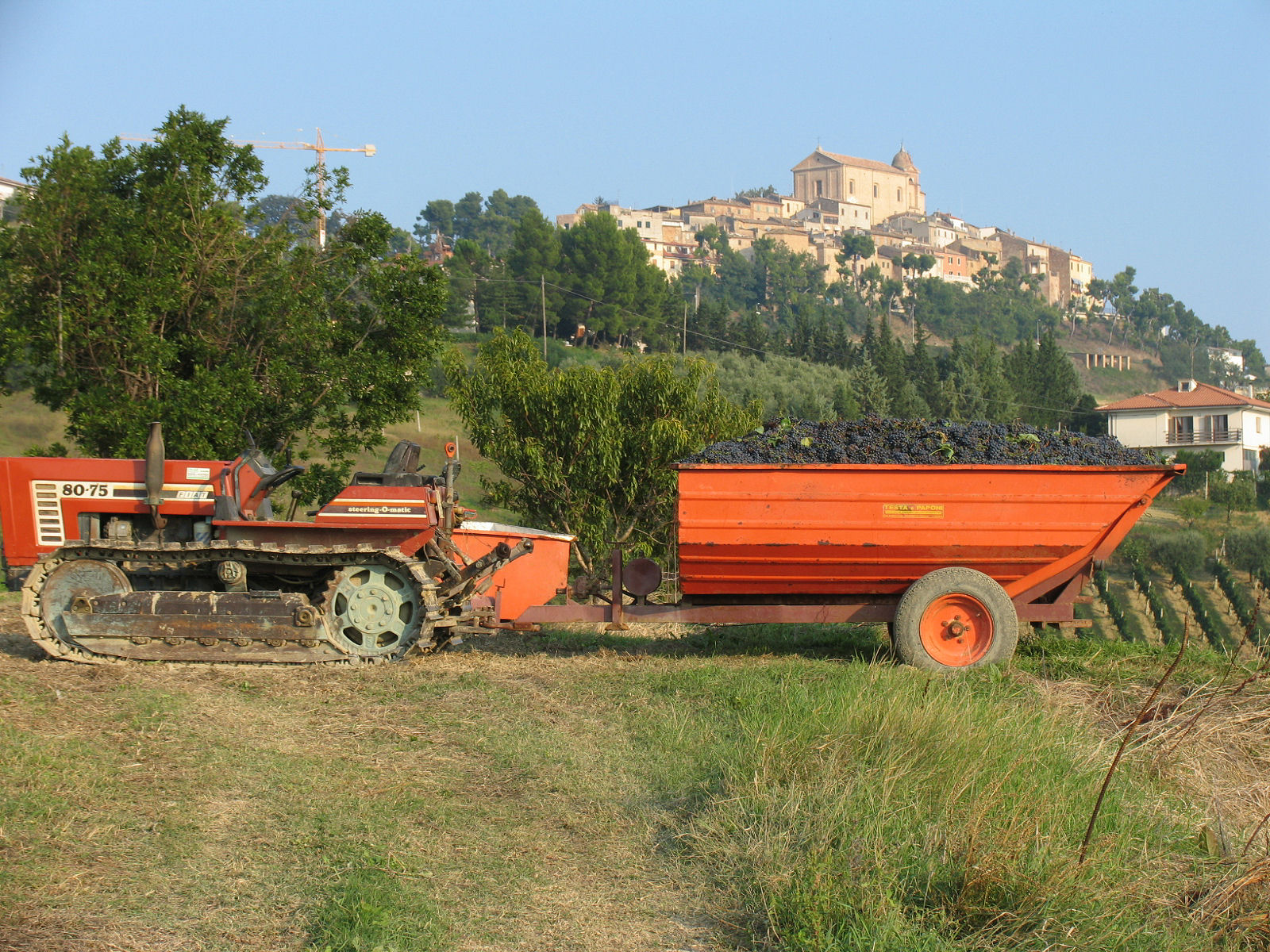
Tracteur FiatAgri 80-75

En 1974, la division matériel de travaux publics Fiat MMT devient l'actionnaire majoritaire de l'américain Allis-Chalmers et crée Fiat-Allis pour produire une gamme unique de matériels de chantier au Brésil, aux États-Unis et en Italie, des tracto-pelles aux États-Unis et au Royaume-Uni, des pelles mécaniques en Italie et au Brésil, des niveleuses et des bulldozers aux États-Unis.
Durant cette même année 1974, le patron du groupe Fiat Gianni Agnelli décide de réorganiser complètement le groupe en transformant les divisions en sociétés ou holdings. La division "Fiat Trattori" devient une holding indépendante Fiat Trattori S.p.A. et intègre les filiales FIAT-OCI, Someca, Fiat Trattori Argentina, etc.
En 1975, Fiat Trattori SpA prend une participation de 20 % dans Laverda SpA société fondée par Pietro Laverda en 1873 et qui est, depuis sa création, le spécialiste mondial des moissonneuses batteuses. La même année, Fiat Trattori SpA lance la série 80 avec 2 modèles : les Fiat 780 et 880. Ces tracteurs sont les premiers au monde à recevoir une plate forme suspendue par silent-blocs. La gamme sera complétée par la suite par les 580 et 680, avec une cabine dont le design est inclus dans le tracteur, créé par le maître Pininfarina puis en 1980 par les 980, 1180, 1380, 1580 et 1880.
En 1977, Fiat Trattori SpA rachète à la société d'Etat italienne GEPI le constructeur Agrifull, spécialiste des tracteurs de petite taille.
Entre 1979 et 1983, Fiat Trattori SpA lance de nombreux modèles de tracteurs agricoles de forte puissance à partir de sa base américaine, la société Versatile. C'est ainsi que naîtront les Fiat-Versatile de 230, 280, 330 et 350 Ch commercialisés sous la marque Fiat Trattori en Europe et Versatile aux États-Unis, Mexique et Australie.
En 1980, la production globale de Fiat Trattori SpA dépasse les 1 500 000 exemplaires.
En 1981, Fiat Trattori SpA rachète la totalité de Laverda SpA qui concentre toute la fabrication de moissonneuses batteuses du groupe Fiat.
En 1982, Fiat Trattori SpA lance la nouvelle Série 66 comprenant des modèles de 54 à 78 CV, surnommés les "journaliers" car ils peuvent accomplir n'importe quelle tâche quotidienne vu leur extrême polyvalence. Cette série sera aussi commercialisée sous la marque Hesston aux États-Unis, puis également sous la marque Ford et enfin New Holland jusqu'en 1999.
En 1983, Fiat Trattori SpA rachète le constructeur américain Hesston, leader dans le secteur de la fenaison et le français Braud, leader des machines à vendanger.
Fiat Trattori SpA devient un des premiers constructeurs mondiaux et sa raison sociale devient FiatAgri SpA. La marque change sa couleur de référence en passant de l'orange vif au rouge brique, qui deviendra la couleur de tous les matériels du nouveau groupe. Les marques Hesston et Braud sont incorporées dans le groupe FiatAgri mais leur nom continue à figurer aux côtés de FiatAgri sur les matériels de leur fabrication.
En 1984, FiatAgri SpA lance la nouvelle série 90, qui remplace la série 80 et qui comporte de nombreux modèles répartis en deux catégories : moyenne basse (55-90, 60-90, 70-90, 80-90) et haute (115-90, 130-90, 140-90, 160-90, 180-90) commercialisés sous les marques FiatAgri, Agrifull et Ford, et ensuite New Holland.
En 1985, FiatAgri SpA lance une série 90 baptisée pont avec les modèles 90-90, 100-90 et 110-90. Ces tracteurs seront fabriqués jusqu'en 1996 avant d'être remplacés par la série L badgée New Holland, et commercialisés sous les marques FiatAgri et Ford.
En 1986, FiatAgri SpA déplace la fabrication des tracteurs de Modène à Jesi, près d'Ancône sur la côte adriatique ; la même année, lancement du petit tracteur chenillé FiatAgri 180-55, qui inaugure un système de transmission hydrostatique révolutionnaire. L'usine de Modène se recentre sur la fabrication d'outils pour les travaux agricoles à monter sur les tracteurs.
Pendant ce temps, en Argentine, en 1987, l'usine Fiat Concord de Sauce Viejo a été rouverte pour la production de tracteurs sous la marque Agritec; sous la supervision de la société locale Fiat-Materfer et FiatAgri. Certains de ces tracteurs étaient équipés de moteurs Perkins fabriqués localement. La production a progressé jusqu'en 1995, où elle sera arrêtée en raison de problèmes liés à la grave crise économique qui sévit en Amérique du Sud. Certains des modèles étaient Agritec 100 / 100 DT, 115 et 120/120 DT. Pour souligner, c'était le prototype du liant de coton 2000F, fabriqué sur la base d'un tracteur Agritec.
En 1990-1991, la première série Winner, composée de 4 modèles : F100 (avec 2 marches arrière), F110, F120 et F130 Turbo est lancée. En 1993 la seconde série sera lancée, comportant les F100, F115, et deux modèles Turbo F130 et F140. Cette série restera en fabrication jusqu'en 1996.

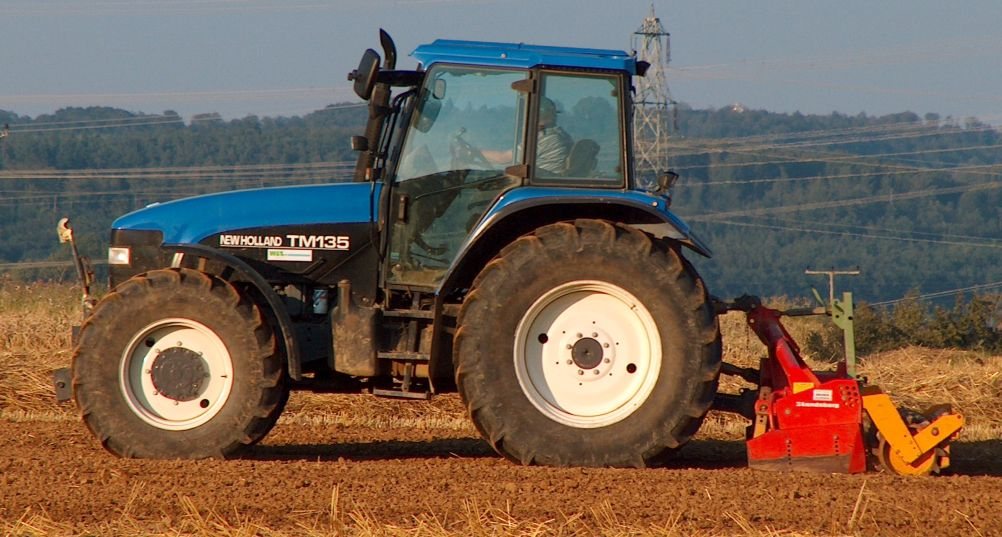
Tracteur New Holland TM135

À la fin des années 1980, FiatAgri voulait réaliser un petit tracteur de faible puissance et engage des discussions avec la société Ferrari Trattori de Luzzara, entreprise spécialiste en la matière. Peu de temps après, quatre prototypes sont proposés mais il n'y aura pas de suite. FiatAgri lance un tracteur de 35 Ch, le 35-66 équipé d'un moteur Lombardini à 3 cylindres qui restera en fabrication jusqu'en 2000.
En 1991, FiatAgri rachète le groupe américain Ford New Holland Inc.. Les deux entités fusionnent pour créer, en 1993, Fiat New Holland, mais les marques FiatAgri et Ford demeurent quelque temps encore.
En 1999, la série New Holland L est remplacée par la série TL et la série FiatAgri 66 est remplacée par la nouvelle New Holland Série TN. Les marques FiatAgri et Ford disparaissent pour laisser place à la marque unique Fiat-New Holland qui adopte le logo FiatAgri et la couleur bleu Ford, puis en 2000 un nouveau bleu est appliqué.
En 2000, le groupe Fiat-New Holland est contraint par les gendarmes du commerce et de la concurrence internationale de céder Laverda SpA, vendue au groupe Argo de la famille Morra, propriétaire de Landini, à la suite de l'imposition des autorités antitrust pour valider le rachat de l'américain Case IH par le groupe Fiat SpA. La fusion des deux groupes prend le nom CNH Global, filiale directe à 91 % de Fiat Group.
Fiat est aussi obligé de céder Hesston au groupe américain AGCO, propriétaire de Massey Ferguson, TerraGator et Fendt.
Le nouveau logo New Holland est composé du nom du fabricant de Pennsylvanie, du symbole de la feuille et de l’épi de blé de FiatAgri et la couleur bleu Ford pour les tracteurs et le jaune vif avec un bandeau bleu pour les machines agricoles. La gamme Case IH garde sa couleur rouge.
En 2004, les séries TLA et TSA sont lancées, équipées exclusivement de moteurs IVECO.
En 2008, les tracteurs agricoles sont commercialisés sous les marques New Holland et/ou Case IH sur tous les marchés du monde et Steyr sur le marché autrichien et l'Allemagne.
En 2014, New Holland lance la nouvelle gamme de moissonneuses-batteuses CR. Elle est équipée du moteur Iveco Cursor 16 Tier 4B, de FPT Industrial, et de la technologie Hi-eSCR ECOBlue. Le modèle CR10.90 établit un nouveau record, homologué par GUINESS WORLD RECORDS, pour le moissonnage de 797,656 tonnes de blé en à peine huit heures.

## Le1ertracteurfuell-cell au monde
Le Salon international du matériel agricole 2009 a distingué un tracteur totalement non polluant. Le premier au monde du genre. Ce nouveau modèle, baptisé NH2 par son fabricant Fiat-New Holland, ne consomme pas du tout de gazole et ne pollue pas puisqu’il fonctionne à l’hydrogène et ne rejette dans l’air que de la vapeur d’eau. Le système de piles à combustible transforme l’hydrogène en électricité qui alimente les deux moteurs électriques. Le tracteur ne produit aucune émission. Seule une faible quantité d’eau, sous forme de vapeur, est produite par les piles à combustible. Le tracteur Fiat NH2 a reçu la médaille d’or de l’innovation au Salon international du matériel agricole 2009 de Paris. Un engin 100 % écolo créé par le groupe Fiat-New Holland, leader mondial du machinisme agricole.
Avec ses moteurs électriques, le Fiat NH2 marque donc la fin du tout gazole dans les fermes. Surtout, il va permettre aux agriculteurs de produire leur propre énergie puisque l’électricité pourra provenir d’éoliennes ou de panneaux solaires installés dans leur exploitation. Le silence en plus, en l’absence de pot d’échappement et de boîte de vitesses. Découvrez ce nouveau modèle dessiné par des designers de Fiat sur le site New Holland.
La gamme est la plus étendue qui puisse exister chez les constructeurs de matériel agricole.

## Les modèles fabriqués
- Fiat 702 (1919)
- Fiat 700C et 700 (1932)
- Fiat 40 Boghetto (1939)
- Fiat 50C, chenillé (1946)
- Fiat 50R, à roues (1948)
- Fiat 600 (1949)
- Fiat 25R (1951)
- OM 35/40 et OM 35-40 CL (1952)
- Fiat 18 "La Piccola" (1958)
- Fiat 60 et Fiat 211R (1959)
- Fiat 221R et Fiat 411R (1959)
- Fiat 80R (1960)

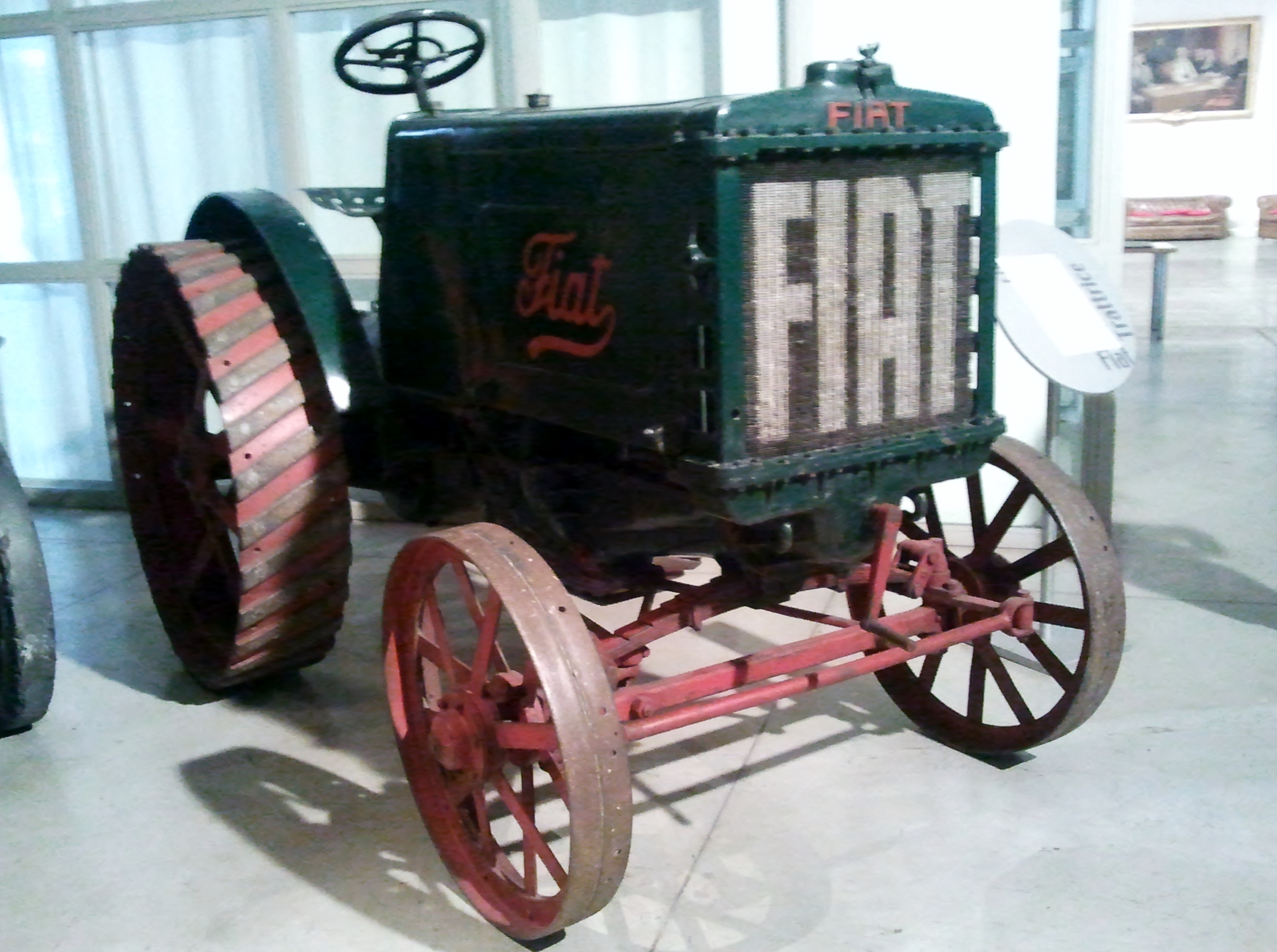
Fiat 702 - premier tracteur agricole Fiat

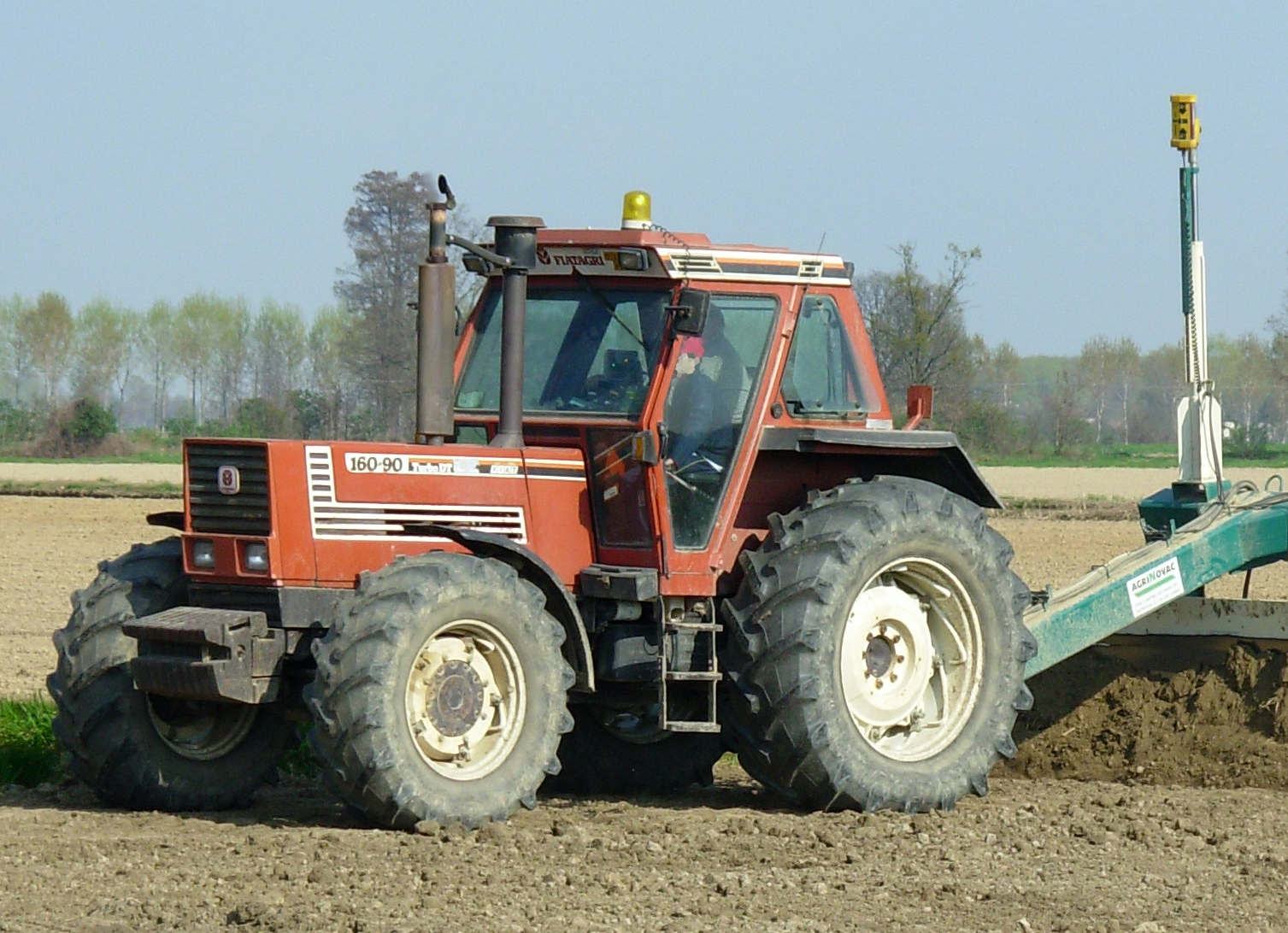
FiatAgri 160-90 DT

- Fiat Série Diamante (1963): 215, 315, 415, 615 et un an après leur première année de fabrication apparaît le 715 automatic.
- automatic:(nouveau nom de l'amplicouple).
- Fiat Série Nastro Oro (1968): 250, 300, 350, 400, 450 et 550; et en (1970): 650, 750 et 850 - 440, 480, 500, 540 Special, 600, 640, 900, 940, 1000 / 1000DT, 1300, 1300 DT Super
- Fiat Série 60 : 460
- Fiat Série 70 : 570, 670
- Fiat Série 74 : 474

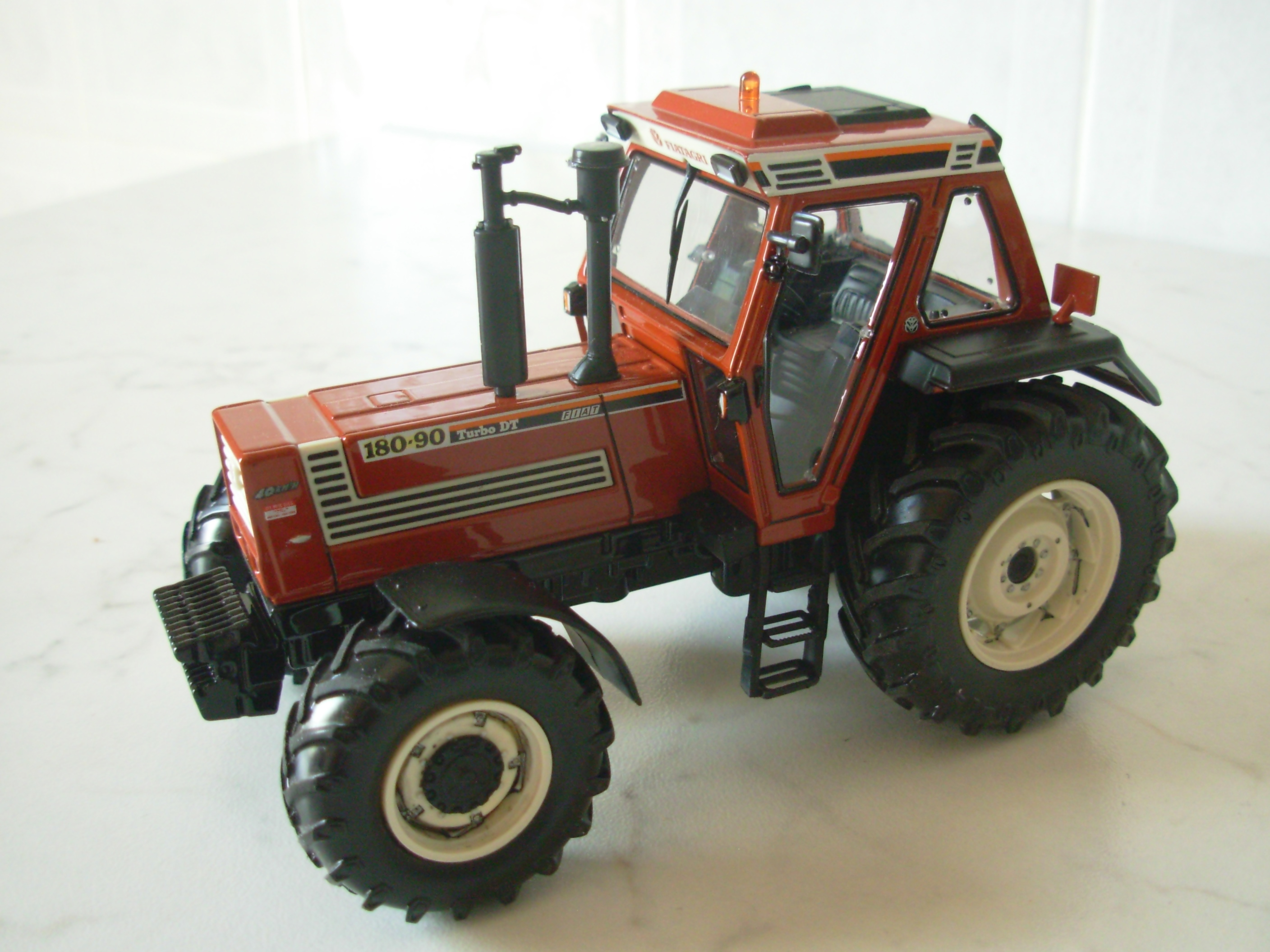
Tracteur Fiatagri 180-90 turbo

- Fiat Série 80 (1975) : 580, 680, 780, 880, 880 5C, 980, 1180, 1280, 1380, 1580 et 1880 (série complète)
- Fiat-Versatile : 230, 280, 330 et 350 CV, tracteurs articulés (1979)
- FIATAGRI 1355 chenillé (1981)
- FIATAGRI Série 56 (45-56, 50-66, 55-56, 60-56, 65-56, 70-56, 75-56)
- FIATAGRI Série 66 (45-66, 50-66, 55-66, 60-66, 65-66, 70-66, 80-66, 82-66)
- FIATAGRI Série 76 (55-76, 60-76, 70-76, 80-76)
- FIATAGRI Série 86 (50-86, 55-86, 60-86, 70-86, 72-86, 82-86)
- FIATAGRI Série 88 (55-88, 60-88, 65-88, 70-88, 80-88)
- FIATAGRI Série 90 (1984): 55-90, 60-90, 65-90, 70-90, 80-90 et 85-90 Turbo (gamme moyenne-basse), 90-90, 100-90, 110-90 et 115-90 (gamme pont), 130-90, 140-90, 160-90 et 180-90 (gamme haute).
- FIATAGRI Série 93 (72-93, 82-88, 88-93)
- FIATAGRI Série 94 (72-94, 82-94, 88-94)
- FIATAGRI 466, 566, 666, 766
- Agrifull A50DT et Ford Serie 35 (1985)
- FIATAGRI 180-55 chenillé (1986)
- FIATAGRI Série Winner (1990)
- FIATAGRI Série L: L60, 65, 75, 85 et 95 aussi commercialisés sous la marque Ford (1996)
- FIATAGRI Série M: M100, 115, 135 et 160 (1994)
- FIATAGRI Série G: G170, 190, 210 et 240 (1994)
- New Holland Série TL: TL70, 80, 90 et 100 (1999)
- New Holland Série TM: TM115, 135, 150 et 155 (mécanique), 165 et 190 (1999)
- New Holland Série TG: TG235, 255 et 285 (2002)
- New Holland Série TLA: TLA 70, 80, 90, 100 (2004)
- New Holland Série TM: TM120, 130, 140, 155, 175 et 190 (2004)
- New Holland Série TS: TS 90, 100, 110, 110A, 115, 115A, 125A, 135A

Toutes les séries avec chenilles uniquement - Fiat a toujours été le premier constructeur mondial de tracteurs à chenilles :
- Fiat 700C (1924)
- Fiat 25c-25cs(pétrole) et 25c-25cs(diesel) (années 1950)
- Fiat série C60, C70, C80, C90, C100, C120, C150
- Fiat 411CL - 451C - 455C - 465C (années 1960-1970)
- Fiat 220C - 311C - 331c - 351c - 312C - 332C - 352C (1950-60)
- Fiat Série Nastro Oro : 355C - 455C - 505C - 555C - 565C - 605C - 655C (1968-82)
- Fiat série 65
- Fiat série 75
- Fiat série 85
- Fiat AD7 - AD9
- Fiat OM 655C
- FIATAGRI 605C - 665C - 765C - 805C - 855C - 955C (1988)

## Gamme actuelle New Holland
- Série TK-A (chenillé)
- Série TNN-A e TNV-A
- Série T3000 = TCE
- Série T4000 - (New 2008) = TN-A, TND-A e TNS-A
- Série T5000 - (New 2008) = TL-A
- Série TD5000 - (New 2008) = TDD
- Série T6000 = TS-A
- Série T6000 range et power command (new 2008) = TM 120 à 155
- Série T7000 - (New End 2007) = TM
- Série T7500 = TVT
- Série T8000 = TG
- Moissonneuses-batteuses
- Machines à vendanger
- Machines industrielles (chariots télescopiques)
- Presse-fourrages
- Fiat NH2 - 1er tracteur au monde à hydrogène